# Неаполітанські суми

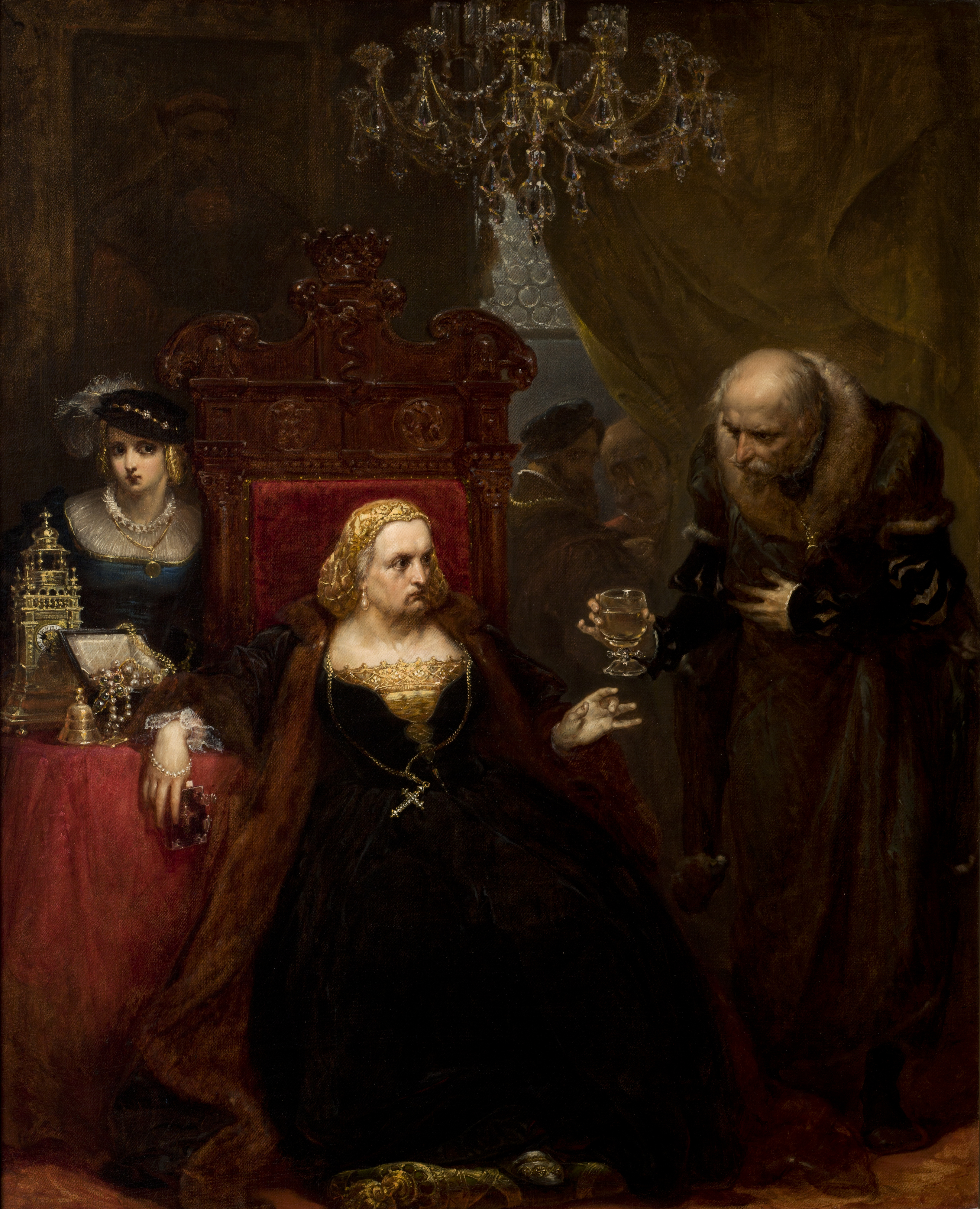
«Отруєння Королеви Бони» Яна Матейко. Паппакода простягає Боні склянку того, що має бути манною Святого Миколая, але насправді є отрутою.

Неаполітанські суми (пол. Sumy neapolitańskie) — позика, надана 1557 року королевою Польщі та великою княгинею Литовською Боною Сфорца Філіпу II. Борг так і не був погашений, і суперечка між Річчю Посполитою і Королівством Іспанія тривала до третього поділу Речі Посполитої 1795 року.

## Крилатий вислів
Фраза «sumy neapolitańskie» стала в польській мові синонімом порожніх обіцянок виплатити борг.

## Позика та заповіт
У лютому 1556 року Бона Сфорца поїхала з Польщі до своєї рідної Італії зі скарбами, які вона накопичила за 38 років перебування в цій країні. У травні вона прибула в Барі, що дістався їй у спадок від матері Ізабелли Арагонської. Там її відвідали посланці Філіпа II Іспанського, які намагалися переконати її відмовитися від герцогства Барі та Россано на користь габсбурзької Іспанії. Вона відмовилася, але в цей час віцекороль Неаполя і герцог Альба Фернандо Альварес де Толедо побоювався нападу французів і збирав гроші для військ. Бона, можливо, маючи амбіції самій стати віцекоролевою Неаполя, погодилася позичити йому величезну суму в 430 тис. дукатів під 10 % річних. Кредит був гарантований митними зборами, зібраними у Фоджі. Угоди було підписано 23 вересня і 5 грудня 1556 року.
1557 року Бона приготувалася до подорожі в бік Венеції, а звідти, можливо, назад до Польщі; Габсбурги були сповнені рішучості отримати Барі та Россано. Це залишило Барі, Россано, Остуні та Гроттальє Філіпу II, а більші суми — Паппакоді та його родині. Її доньки отримають одноразову виплату в розмірі 50 000 дукатів, за винятком Ізабелли Ягеллонкі, яка повинна була отримувати 10 тис. дукатів щорічно. Її єдиного сина, короля Сигізмунда II Августа, було названо головним бенефіціаром, але врешті-решт він успадкував тільки гроші, коштовності та інше особисте майно. Наступного дня Бона відчув себе краще і продиктував нову останню волю Сципіону Катапані, залишивши Барі та інше майно Сигізмунду Августу. Вона померла рано вранці 19 листопада 1557 року, також померли та кілька її слуг (кухар, паж, мажордом, писар).

## Суперечка
Паппакода подав заповіт на підтримку Філіпа II. Сигізмунд Август оскаржував цей заповіт і стверджував, що Паппакода отруїв Бону і сфальсифікував її останню волю. Габсбурги стверджували, що другий заповіт підробив Сигізмунд Август. Сигізмунд Август відправив Войцеха Криски до Мадрида, Яна Висоцького до Риму і Мартіна Кромера до двору імператора Священної Римської імперії Фердинанда I, який також був дядьком Філіпа і тестем Сигізмунда. У зв'язку з суперечкою Сигізмунд Август заснував першу кур'єрську службу, яка з'єднала Краків з Венецією в жовтні 1558 року. Першим королівським поштмейстером був італійський банкір Просперо Прована.
Польські посли зіткнулися з важкою ситуацією: Фердинанд I не захотів втручатися, заявивши, що він лише посередник, а не суддя, і справу передали до суду в Неаполі. Після Като-Камбрезійського миру Іспанія стала панівною державою в Італії. Адвокати Філіпа не загострювали увагу на питанні достовірності заповіту і натомість заявили, що Ізабелла Неаполітанська від самого початку не мала прав на Барі та Россано, а Бона отримала Барі тільки на все життя від імператора Карла V. Польські посли не знали тонкощів італійських та іспанських законів; їхній роботі з допиту свідків і збору доказів перешкоджала місцева влада.
Суперечка також ускладнила відносини між Польщею та Швецією, оскільки 50 тис. дукатів посагу Катерини Ягеллонки залежали від успішного вирішення територіальної суперечки Сигізмундом Августом. Тільки в липні 1559 р. полякам вдалося повернути лише невелику суму готівкою, особисті речі та відсотки за кредитом. Герцогство Барі було включено до складу іспанської корони, попри прохання Руя Гомеса де Сільви й кардинала Антоніо Карафа надати їм Барі. За свої послуги Паппакода отримав від Філіпа пенсію і титули маркграфа Капурсо і кастеляна Барі. Однак суперечка з цього питання тривала. Кардинал Станіслав Гозій подумував про передачу справи на Тридентський собор. Єпископу Адаму Конарському вдалося повернути частину коштовностей Бони та готівку. Можливість відновити Барі та Россано випала, коли папа Пій V хотів включити Річ Посполиту до Священної ліги 1571 року. Однак її було втрачено через смерть Сигізмунда Августа в липні 1572 року.

## Виплати
Навіть при виплаті відсотки затримувалися, сама Іспанія кілька разів оголошувала дефолти за своїми кредитами. 1564 року Іспанія виплатила 300 тис. дукатів як відсотки за заборгованістю викарбуваними в Неаполі та на Сицилії срібними талерами та півталерами. У той час Річ Посполита була зайнята Лівонською і Північною Семирічною війною і відчувала брак грошей. З метою економії часу і грошей отримані монети не переплавляли, а перекарбовували. Замість цього вони були проштамповані монограмою Сигізмунда Августа і роком (1564) Віленського монетного двору. Ці монети в обов'язковому порядку обмінювалися на 60 польських грошей, тоді як насправді монети коштували всього близько 33,5 грошей. Король пообіцяв викупити монети наприкінці війни за тим самим курсом у 60 грошей (таким чином, фактично надавши державі позику воєнного часу). Невідомо, чи дотримали обіцянки. Ці монети з надчеканками є нумізматичною рідкістю в Польщі та Литві.
Після смерті Сигізмунда Августа 1572 року інтереси мали бути розділені між його сестрами Анною та Катериною Ягеллонками. Однак Анна не переслала гроші Катерині до Швеції, і стало відомо про їхній конфлікт. Питання про стягнення неаполітанських сум знову і знову обговорювалося на сеймі. Це питання часто поєднувалося з питанням про відновлення роботи срібних і свинцевих копалень в Олькуші, які були затоплені під час шведського потопу. Ці два питання часто піднімалися, коли оподаткування обговорювалося як розв'язання фіскальних проблем Речі Посполитої. Увійшло в прислів'я, що Польщу грабували двічі: один раз рікою Бабою, що затопила Олькуш, а другий раз королевою Бонею.
У 2012 році польський археолог і член Сейму Марек Познанський припустив, що в кожному дукаті містилося 3,5 грама золота 986 проби, і підрахував, що за поточними цінами на золото без урахування відсотків сума кредиту становить 235 млн польських злотих або 57 млн євро. Міністерство закордонних справ Польщі відповіло, що це була позика не від польського уряду, а від Бони як від приватної особи, тому, якщо строк позовної давності не минув, позов мають пред'являти нащадки Бони, яких немає в живих.